# 坦马亚·拉尔
坦马亚·拉尔（英語：Tanmaya Lal，1965年8月7日—），印度外交官，现任印度外交部西方事务秘书，曾任印度駐瑞典兼駐拉脫維亞大使、印度駐毛里求斯高級專員等職務。

## 經歷
坦马亚·拉尔生於1965年8月7日。他在新德里接受教育，並擁有皮拉尼比拉理工學院化學工程學士學位和生物科學碩士學位。1987年畢業後，他曾於兩家印度國營企業工作：1987年至1988年在印度水泥公司（CCI），1988年至1991年在印度石油天然氣委員會，隨後於1991年加入印度外事服務。
2019年至2020年，任印度駐毛里求斯高級專員，期間負責協調新冠疫情期間的援助、若潮号漏油事故處理和印度撤僑事宜，並參與协调了一系列由印度援助的大型基礎設施項目建設，包括在他任期内揭幕的三个项目——地鐵快線、耳鼻喉醫院和最高法院大樓。
2020年12月至2024年8月1日，任印度駐瑞典大使，兼驻拉脱维亚。
2024年8月5日，就任印度外交部西方事务秘书。

## 個人生活
坦马亚·拉尔會說英語、印地語和德語，並具備法語工作知識。與妻子蘇米塔·拉爾（Sumita Lal）育有一子。